# گویش‌های عربی پیشاهلالی شهری
گویش‌های عربی پیشاهلالی شهری زنجیره‌ای از گویش‌های عربی هستند که در مناطق شهری شمال آفریقا تکلم می‌شوند و در کنار سایر گویش‌های پیشاهلالی و گویش‌های هلالی خانواده بزرگ‌تر عربی مغربی را شکل می‌دهند. این گویش‌ها نتیجه عربی‌سازی اولیه این مناطق از قرن هفتم تا دوازدهم میلادی و همچنین اندلس و به دلیل اینکه پیش از تصرف شمال آفریقا توسط قبیلهٔ بنی هلال در قرن یازدهم در این منطقه رایج بودند، این‌گونه نامیده می‌شوند.
این گویش‌ها را نباید با گویش‌های امروزی شهری که نتیجه مهاجرت گویشوران عربی هلالی از روستاهای اطراف به شهرها هستند، اشتباه گرفت. همچون سایر گویش‌های پیشاهلالی، این گویش‌ها به دو دستهٔ شرقی (مربوط به قسنطینه، تونس و لیبی) و غربی (مربوط به الجزیره، وهران و مراکش) تقسیم می‌شوند.